# 가이 리
아서 가이 리(Arthur Guy Lee, 1918년 11월 5일 – 2005년 7월 31일) 또는 가이 리(Guy Lee)는 영국의 고전학자이자 시인이었다. 로마 시인 오비디우스, 프로페르티우스 및 카툴루스에 대한 작업으로 라틴주의자로서 특히 유명했다. 또한 베르길리우스의 에클로그(Eclogues), 티불루스 및 페르시우스(Persius)를 번역했다.